# Craugastor chingopetaca
Craugastor chingopetaca är en groddjursart som beskrevs av Köhler och Javier Sunyer 2006. Craugastor chingopetaca ingår i släktet Craugastor och familjen Craugastoridae. IUCN kategoriserar arten globalt som otillräckligt studerad. Inga underarter finns listade i Catalogue of Life.